# معايير الإخطار بالمواد الخطرة
معايير الإخطار بالمواد الخطرة تتطلب معايير الإخطار بالتعامل مع المواد الخطرة الكشف عن وجود مواد سامة وخطيرة في أماكن العمل. ويقترن ويرتبط هذا الأمر بـ معايير حماية العاملين.
ويتطلب هذا الأمر على وجه الخصوص وصول الموظف غير المقيد إلى صحيفة بيانات سلامة المادة أو ما يعادلها، بالإضافة إلى الحاجة إلى تقديم تدريب مناسب للعاملين لفهم واستيعاب مخاطر الصحة والسلامة.

## معلومات تاريخية
كان في بعض الأحيان يُصاب أو يُتوفى الموظفين أثناء العمل وذلك قبيل القرن التاسع عشر وأثناء العقود الأولى من القرن العشرين.
وتبدأ قصة سلامة مكان العمل من عند د. أليس هاملتون (Dr. Alice Hamilton) بشيكاغو والذي بدأ عمله في ولاية ألينوي في عام 1910 بغرض التعامل مع إجراءات السلامة في مواقع العمل.
وشهد عام 1970 تأسيس إدارة السلامة والصحة المهنية وذلك لكي تقوم بنشاطها في بوضع معايير السلامة لكافة العاملين في الولايات المتحدة وقد امتدت لتشمل التعامل الخطر الخاص بالتعرض للمواد السامة في الثمانينيات من القرن الماضي.
ويسعى النظام المتناسق العالمي لتصنيف وتعليم الكيماويات (GHS) في الوقت الراهن لوضع معايير مناسبة للحيلولة دون وقوع مخاطر في مواقع العمل على مستوى العالم.

## المتطلبات
سنت معظم الدول المتقدمة قوانين تنص على متطلبات الصحة والسلامة في أماكن العمل بالنسبة المواد السامة بما في ذلك المؤسسات الحكومية التي تقوم بتزويد المعلومات والتنفيذ.

### كندا
تعول كندا في هذا الصدد على استخدام نظام معلومات المواد الخطرة بموقع العمل وذلك بغرض توفير الحماية اللازمة للعامل أثناء تأديته لمهام عمله.

### أوروبا
الوكالة الأوروبية للصحة والسلامة في العمل (European Agency for Safety and Health at Work) تعمل الوكالة الأوروبية للسلامة والصحة في العمل على تقديم معلومات تتعلق بصحة الموظف إلى وكالات الصحة والسلامة في الاتحاد الأوروبي.

### الولايات المتحدة الأمريكية
تم تبني معايير التعامل مع المواد الخطرة الصادرة عن إدارة السلامة والصحة المهنية لأول مرة في عام 1983 بالولايات المتحدة الأمريكية وذلك في نطاق محدود (48 السجل الفيدرالي 53280 بتاريخ 25 نوفمبر 1983). وفي عام 1987، توسع ذلك النطاق ليشمل كافة الصناعات التي تزداد فيها احتمالات تعرض الموظفين للمواد الكيماوية الخطرة (52 السجل الفيدرالي 31852 بتاريخ 24 أغسطس 1987).
وأدارت إدارة الصحة والسلامة المهنية تلك الإجراءات على المستوى المحلي. كما تديرها الولايات التي تملك خططًا معتمدة.
وقد تم تحديد هذا المعيار في 29 قانون اللوائح الفيدرالية 1910.1200. فيما يلي نبذة عن تلك المعايير.
```
يقوم أرباب العمل بالاحتفاظ بنسخ خاصة بأي صحف بيانات متعلقة بسلامة المواد...
وينبغي على أرباب العمل التأكد من أن صحف بيانات سلامة المواد جاهزة 
ويمكن الوصول إليها في كل مناوبة يتواجد بها الموظفين في 
موقع (مواقع) عملهم و 
كما يضمن أرباب العمل تزويد الموظفين بالمعلومات 
والتدريب اللازمين لكي يكونوا قادرين فيما بعد على رصد أو إخراج 
أي مواد كيماوية خطرة في موقع العمل....<and> ومعرفة المخاطر الصحية والجسمانية 
لتلك الكيماويات في موقع العمل.
```

ولا تقوم وزارة الدفاع الأمريكية بإدارة المخاطر بموجب القانون العام. 
- وزارة الدفاع وحق المعرفة

## الغرض
يعد اطلاع الموظفين على المعلومات الخاصة بالمواد الخطرة أحد المتطلبات الأساسية الضرورية للحصول على التشخيصات الطبية المتخصصة والعلاج.
وتشارك الأمراض البيئية خصائص من الأمراض الشائعة. غاز السيانيد السام والذي يتسبب في ظهور أعراض الضعف والصداع والغثيان والاضطراب والدوخة والنوبات والسكتة القلبية وفقدان الوعي أو الإغماء. كما تتضمن الإنفلوانزا وأمراض القلب نفس الأعراض. وقد يؤدي الإخفاق في الإفصاح بشكل مناسب إلى تشخيص طبي خاطئ أو غير فعال وبالإضافة إلى قصور في العلاج.
تتطلب معايير الإخطار بوجود المواد الخطرة الحصول على صحيفة بيانات سلامة المواد لكي تكون جاهزة ومعده للاستخدام في موقع العمل في الولايات المتحدة الأمريكية، لأن الأطباء يطلبون الحصول على تلك المواد لكي يتمكنوا من أداء مهنتهم على أكمل وجه.
يطلب الأطباء كذلك الحصول على البيانات المتعلقة بالوبائيات والتي تحتفظ بها الهيئات الحكومية المنوط بها الحفاظ على بيانات استعمال المبيدات الحشرية خارج نطاق المباني (الأضرار البيئية). يعد هذا جزءًا من حق المعرفة.